# Non te li puoi portare appresso
Non te li puoi portare appresso (You Can't Take It with You) è una commedia dei drammaturghi statunitensi George S. Kaufman e Moss Hart, che ha debuttato a Broadway nel 1936. La pièce si rivelò un grande successo: rimase in scena per 838 repliche a New York, vinse il Premio Pulitzer per la Drammaturgia e fu riadattato da Frank Capra nel film L'eterna illusione, che vinse l'Oscar al miglior film e al miglior regista.

## Trama
Nonno Vanderhof e la sua stravagante famiglia, i Sycamore, vivono una vita eccentrica alla Columbia University di New York. Gli hobby dei membri della famiglia includono collezionare serpenti, fabbricare fuochi d'artificio, fare lezioni di danza classica e scrivere centinaia di opere teatrali mai inscenate. Cose come trovarsi un lavoro e pagare le tasse non hanno alcun interesse per loro, ma le cose devono cambiare. La giovane Alice Sycamore infatti si fidanza con il vicedirettore della compagnia per cui lavora, Tony Kirby, e l'intera famiglia Vanderhof-Sycamore deve rendersi presentabile per conoscere i futuri suoceri di Alice. Il piano di Alice va in fumo quando i Kirby arrivano in anticipo e trovano la famiglia della nuora in tutto il suo folle fulgore: la cena finisce decisamente sopra l'arrivo, con tutti gli invitati sotto arresto ed Alice che rompe il fidanzamento. Nonno Vanderhof allora parla a Kirby dell'importanza di vivere la vita al massimo, il ragazzo accetta il consiglio e sposa Alice nel buffo lieto fine.

## Rappresentazioni
La commedia è stata presentata in anteprima il 30 novembre 1936 al Chestnut Street Opera House di Filadelfia.
La prima rappresentazione a Broadway è stata il 14 dicembre 1936 al Booth Theatre, poi all'Imperial Theatre e infine all'Ambassador Theatre, per un totale di 838 repliche.

Diretta dallo stesso Kaufman, era interpretata da: Josephine Hull (Penelope Sycamore), Paula Trueman (Essie), Ruth Attaway (Rheba), Frank Wilcox (Paul Sycamore), Frank Conlan (Mr. De Pinna), George Heller (Ed Carmichael), Oscar Polk (Donald), Henry Travers (Martin Vanderhof), Margot Stevenson (Alice Sycamore), Hugh Rennie (Wilbur C. Henderson), Jess Barker (Tony Kirby), George Tobias (Boris Kolenkhov), Mitzi Hajos (Gay Wellington), William J. Kelly (Mr. Kirby), Virginia Hammond (Mrs. Kirby), Anna Lubowe (Olga).

### In Italia
La prima rappresentazione italiana è stata nel dicembre 1944 al Teatro delle Arti di Roma, per la regia di Sergio Tofano, con Sergio Tofano, Margherita Bagni, Leonardo Cortese, Camillo Pilotto, Ernes Zacconi.
Con il titolo Non potrete portarli con voi ha debuttato il 4 giugno 1947 al Teatro Olimpia di Milano, per la regia di Alessandro Brissoni, con Ruggero Ruggeri, Laura Adani, Ernesto Calindri, Franco Volpi, Isabella Riva, Roberta Mari, Federico Collino, Lina Volonghi, Luciano Alberici.

## Adattamenti

### Cinema
- L'eterna illusione (You Can't Take It With You, 1938), film diretto da Frank Capra, sceneggiato da Robert Riskin, con Jean Arthur (Alice) e James Stewart (Tony).[8]

### Televisione
- Non te li puoi portare appresso, traduzione di Guglielmo Emanuel, regia di Silverio Blasi, musiche di Umberto Bindi; con Sergio Tofano, Elisa Cegani, Franco Scandurra, Bianca Galvan, Nicoletta Rizzi, Davide Montemurri, Giulio Bosetti, Nico Pepe, Germana Paolieri, Lionello Zanchi, Elio Jotta, Dorothy Fisher, Guido De Salvi, Monica Coffer, Fanny Marchiò, Loris Gafforio, Giampaolo Rossi, Dino Peretti, Franco Bucceri, Franz Dama. Trasmessa dalla Rai il 2 gennaio 1959.[9]
- Non te li puoi portare appresso, traduzione di Guglielmo Emanuel, adattamento di Ettore Maria Margadonna, regia di Mario Landi; con Andreina Pagnani, Ombretta De Carlo, Dorothy Fisher, Ferruccio De Ceresa, Giulio Platone, Antonio Pischedda, Stan Lee, Gino Cervi, Lucilla Morlacchi, Corrado Olmi, Giancarlo Zanetti, Mario Maranzana, Gina Sammarco, Carlo Romano, Irene Aloisi, Sandro Merli, Antonio Paiola, Nico Balducci, Elena De Merik. Trasmessa dal Programma nazionale della Rai il 7 settembre 1969.[10]
- You Can't Take It with You, film TV sceneggiato e diretto da Paul Bogart, con Blythe Danner (Alice) e Barry Bostwick (Tony); trasmesso dalla CBS il 16 maggio 1979.
- You Can't Take It with You, serie TV andata in onda per 24 puntate dal 1987 al 1988.